# Diskuskastning för damer i friidrott vid olympiska sommarspelen 2000
Diskuskastning för damer vid olympiska sommarspelen 2000 i Sydney avgjordes 25-27 september. 

## Medaljörer
| Gren           | Guld                   | Guld    | Silver                       | Silver  | Brons                   | Brons   |
| Diskuskastning | Jelina Zverava Belarus | 68,40 m | Anastasía Kelesídou Grekland | 65,71 m | Irina Jattjenko Belarus | 65,20 m |

## Resultat
- Q innebär avancemang utifrån placering i heatet/klarat kvalgränsen.
- q innebär avancemang utifrån total placering.
- DNS innebär att personen inte startade.
- DNF innebär att personen inte fullföljde.
- DQ innebär diskvalificering.
- NR innebär nationellt rekord.
- OR innebär olympiskt rekord.
- WR innebär världsrekord.
- PB innebär personligt rekord.
- SB innebär säsongsbästa.

### Kval

#### Grupp A
| Placering | Totalt | Idrottare                  | Försök | Försök | Försök | Längd   | Noteringar |
| Placering | Totalt | Idrottare                  | 1      | 2      | 3      | Längd   | Noteringar |
| --------- | ------ | -------------------------- | ------ | ------ | ------ | ------- | ---------- |
| 1         | 1      | Jelina Zverava (BLR)       | 61.26  | 64.81  | —      | 64,81 m |            |
| 2         | 4      | Ilke Wyludda (GER)         | 62.97  | X      | 60.83  | 62.97 m |            |
| 3         | 7      | Seilala Sua (USA)          | 56.19  | 61.88  | 59.06  | 61.88 m |            |
| 4         | 8      | Stiliani Tsikouna (GRE)    | 59.58  | 61.59  | 56.33  | 61.59 m |            |
| 5         | 11     | Yu Xin (CHN)               | 59.79  | 61.00  | 60.12  | 61.00 m |            |
| 6         | 13     | Olena Antonova (UKR)       | 60.73  | 60.28  | 59.85  | 60.73 m |            |
| 7         | 14     | Vladimíra Racková (CZE)    | X      | 60.24  | 55.32  | 60.24 m |            |
| 8         | 17     | Oksana Jesiptjuk (RUS)     | 59.51  | 57.14  | 58.64  | 59.51 m |            |
| 9         | 19     | Nicoleta Grasu (ROM)       | X      | X      | 58.87  | 58.87 m |            |
| 10        | 20     | Larisa Korotkevitj (RUS)   | 58.81  | 56.90  | X      | 58.81 m |            |
| 11        | 21     | Qi Cao (CHN)               | 57.88  | 57.01  | 58.03  | 58.03 m |            |
| 12        | 23     | Monia Kari (TUN)           | 56.32  | 52.61  | 54.01  | 56.32 m |            |
| 13        | 29     | Mélina Robert-Michon (FRA) | X      | 54.11  | X      | 54.11 m |            |
| 14        | 30     | Renata Gustaitytė (LTU)    | X      | 53.64  | X      | 53.64 m |            |
| 15        | 31     | Daniela Costian (AUS)      | X      | 51.96  | X      | 51.96 m |            |
| 16        | 32     | Mariana Canillas (PAR)     | X      | 32.31  | X      | 32.31 m |            |

#### Grupp B
| Placering | Totalt | Idrottare                  | Försök | Försök | Försök | Längd   | Noteringar |
| Placering | Totalt | Idrottare                  | 1      | 2      | 3      | Längd   | Noteringar |
| --------- | ------ | -------------------------- | ------ | ------ | ------ | ------- | ---------- |
| 1         | 2      | Natalja Sadova (RUS)       | 64.62  | —      | —      | 64,62 m |            |
| 2         | 3      | Anastasia Kelesidou (GRE)  | 63.64  | —      | —      | 63.64 m |            |
| 3         | 5      | Irina Jattjenko (BLR)      | 62.72  | 58.94  | 60.89  | 62.72 m |            |
| 4         | 6      | Lisa-Marie Vizaniari (AUS) | 60.39  | 59.39  | 62.47  | 62.47 m |            |
| 5         | 9      | Beatrice Faumuina (NZL)    | 61.33  | 57.88  | 58.55  | 61.33 m |            |
| 6         | 10     | Ekaterini Voggoli (GRE)    | 61.29  | X      | X      | 61.29 m |            |
| 7         | 12     | Franka Dietzsch (GER)      | 59.78  | 60.74  | 59.29  | 60.74 m |            |
| 8         | 15     | Suzy Powell-Roos (USA)     | X      | X      | 59.68  | 59.68 m |            |
| 9         | 16     | Alison Lever (AUS)         | X      | 54.45  | 59.58  | 59.58 m |            |
| 10        | 18     | Kris Kuehl (USA)           | 59.45  | 54.02  | 57.54  | 59.45 m |            |
| 11        | 22     | Li Qiumei (CHN)            | 56.28  | 56.59  | 55.01  | 56.59 m |            |
| 12        | 24     | Anna Söderberg (SWE)       | 54.94  | 55.89  | 56.11  | 56.11 m |            |
| 13        | 25     | Teresa Machado (POR)       | X      | X      | 55.86  | 55.86 m |            |
| 14        | 26     | Neelam Jaswant Singh (IND) | 55.22  | 55.26  | X      | 55.26 m |            |
| 15        | 27     | Oksana Mert (TUR)          | 54.18  | 54.74  | 55.02  | 55.02 m |            |
| 16        | 28     | Alice Matejková (ESP)      | 54.19  | 53.12  | X      | 54.19 m |            |

### Final
| Placering | Idrottare                  | Försök | Försök | Försök | Försök | Försök | Försök | Längd   | Noteringar |
| Placering | Idrottare                  | 1      | 2      | 3      | 4      | 5      | 6      | Längd   | Noteringar |
| --------- | -------------------------- | ------ | ------ | ------ | ------ | ------ | ------ | ------- | ---------- |
| 1         | Ellina Zvereva (BLR)       | 67,00  | 66,12  | 68,40  | 65,80  | X      | X      | 68,40 m | SB         |
| 2         | Anastasia Kelesidou (GRE)  | 65.71  | 63.20  | 62.59  | 64.58  | 63.07  | 61.85  | 65.71 m |            |
| 3         | Irina Jattjenko (BLR)      | X      | 62.93  | 61.09  | 63.15  | 65.20  | X      | 65.20 m |            |
| 4         | Natalja Sadova (RUS)       | 65.00  | 61.64  | 61.92  | 62.86  | X      | 60.47  | 65.00 m |            |
| 5         | Styliani Tsikouna (GRE)    | 61.85  | 60.66  | X      | X      | 59.91  | 64.08  | 64.08 m |            |
| 6         | Franka Dietzsch (GER)      | X      | 61.65  | 58.17  | 60.36  | 63.18  | X      | 63.18 m |            |
| 7         | Ilke Wyludda (GER)         | 63.16  | 61.91  | 62.22  | 59.86  | 61.72  | 62.33  | 63.16 m |            |
| 8         | Lisa-Marie Vizaniari (AUS) | 60.78  | 62.43  | 62.57  | X      | 62.24  | X      | 62.57 m |            |
|           |                            |        |        |        |        |        |        |         |            |
| 9         | Ekaterini Voggoli (GRE)    | 60.72  | 61.57  | 60.45  |        |        |        | 61.57 m |            |
| 10        | Seilala Sua (USA)          | 58.03  | 56.24  | 59.85  |        |        |        | 59.85 m |            |
| 11        | Teresa Machado (POR)       | 54.48  | 59.50  | 56.84  |        |        |        | 59.50 m |            |
| 12        | Beatrice Faumuina (NZL)    | 56.86  | X      | 58.69  |        |        |        | 58.69 m |            |
| 13        | Yu Xin (CHN)               | 57.95  | 58.34  | 57.89  |        |        |        | 58.34 m |            |